# ويليام إدموندسون (نحات)
كان ويليام إدموندسون (نحو 1874 – 1951) أول نحات فن شعبي أمريكي من أصل أفريقي يتسنى له القيام بمعرض فردي وذلك في متحف الفن الحديث في مدينة نيويورك (1937).

## سيرته الفنية
دخل إدموندسون عالم النحت في سن متقدمة تناهز 60 عامًا، عام 1934. ذكرَ بأنه تلقى رؤية من الرب، الذي قال له أن يبدأ العمل بالنحت: «لقد كنت خارجًا في مدخل سيارات المنزل والحاوي على بعض المنحوتات الحجرية القديمة حين سمعت صوتًا يقول لي بأن آخذ أدواتي وأبدأ العمل على شاهد قبر. نظرت عاليًا إلى السماء وهناك بالضبط في ضوء النهار، علّق لي شاهد قبر لأنحتها. عرفت بأنه الرب يخبرني بما عليّ فعله». نحت شواهد القبور من قطع الحجر الكلسي المتروكة من الأبنية المهدمة، التي أُوصلت له من قِبل شاحنات شركات الهدم. تتميز شواهد القبور التي ينحتها إدموندسون بحروف كبيرة قوية منقوشة على الحجر. بدأ مسيرته من خلال العمل على شواهد القبور هذه، التي باعها أو منحها للعائلة والأصدقاء ضمن مجتمعه المحلي. بدأ بعدها بفترة قصيرة بنحت زينات للحدائق وأحواض الطيور ومنحوتات تزيينية. علق في حديقته لافتة «شواهد قبور. للبيع. زينة حدائق. أعمال حجرية. دبليو إم إدموندسون».
تأثر عمل إدموندسون بإيمانه المسيحي وعضويته في أبرشية قريبة للمعمدانيين القدماء. منحوتاته ذات أشكال مباشرة وواضحة ويتراوح ارتفاعها من قدم إلى ثلاثة أقدام، وتُظهر العديد منها الرمزية الدينية الفريدة الخاصة به. نحت أشكالًا تُصوّر شخصيات إنجيلية وملائكة وطيور حمام وسلاحف ونسور وأرانب وأحصنة ومخلوقات أخرى حقيقية وخيالية. انتصبت منحوتته سفينة نوح وسط حديقته الخلفية. تألفت من أربع طبقات من الحجر الكلسي، نُحتت كل طبقة بشكل مختلف وهو العمل المعماري الوحيد في مجموعته. نحت رموز محلية مجتمعية مثل قساوسة ومحامين ومعلمي مدارس ومشاهير معاصرين كانوا مهمين لدى المجتمع الأميركي الأفريقي، مثل الملاكم المحترف جاك جونسون. نحت أيضًا عددًا من الشخصيات المشهورة مثل السيدة الأولى إلينور روزفلت. شكّل إدموندسون أيضًا عددًا قليلًا من الشخصيات العارية. تألفت معظم شخصيات إدموندسون المنحوتة من وجوه نُحتت على أساس كروي، مع فم صغير يقع مباشرةً تحت أنف يتوضع بشكل عمودي ويتصل مباشرة مع انحناءة الحاجب. كان في بعض الأحيان لا ينحت الحاجبين ويُفضل أن يُشكل الأنف بشكل أعرض. يُعتقد بأنه فعل هذا ليحقق حالة اندماج عرقي ضمن مجموعته الفنية. رغم التنوع الموجود في عمله الفني، إلا أن السمة العامة لمنحوتات إدموندسون كانت ضخامة أشكال الشخصيات المنقوشة من الحجر الكلسي أو ضمنه. كان يعمل على تشكيل قوام خارجي إضافي في كل منحوتة، ويختلف ملمس هذا القوام بين الناعم أو المنقوش أو المصقول أو الخشن. يمكن ملاحظة تقنيته في نحت الوجه والضخامة واختلاف القوام في تحفته الأكثر شهرة بيس وجو وكذلك في ماري ومارثا.
كان لإدموندسون جمهور كبير في حي إيدج هيل إذ لم تكن منحوتاته العديدة معروضة في حديقته فحسب، بل في منازل وحدائق الجيران. في نحو عام 1935، بعد بضع سنوات من عمله في مهنة النحت هذه، تجول هاوي الفن سيدني هيرتش في إيدج هيل وصادف مجموعة منحوتات إدموندسون الواسعة. تُعرف هذه المصادفة على نحو واسع بأنها «اكتشاف» سيدني مترون هيرتش لإدموندسون. كان هيرتش بنفسه جامعًا للفن الأفريقي والشرق أوسطي والشرق آسيوي وأصبح أحد أكبر داعمي إدموندسون. على إثر هذا الاكتشاف، اشترى أصدقاء هيرتش وزملاء آخرين له من نخبة ناشفيل، منحوتات إدموندسون لمنازلهم وحدائقهم ومكاتبهم، عُرضت العديد منها لاحقًا في معارض متحف سميثسونيان للفن الأمريكي وحديقة تشيكوود النباتية ومتحفها الفني. كان ألفرد وإليزابيث ستار من بين أصدقاء هيرتش، ألفرد، شريك إداري لسلسة صالات سينمائية تخدم المجتمع الأسود، وزوجته إليزابيث، رسامة. أصبح هذان الزوجان أيضًا من الزبائن والداعمين المحبين لأعمال إدموندسون. قدما إدموندسون للعديد من الفنانين الأصدقاء، من بينهم صديق طفولة ستار، مايك وولف وزوجته لويز دال وولف. كانت دال وولف مصورة محترفة، وقد بدأت في ذلك الوقت بالعمل لمجلة الموضة هاربر بازار في نيويورك. التقطت أكثر من مئة صورة لإدموندسون وهو يعمل في ورشة حديقته الخلفية، وقدمتها لمحرر هاربر بازار. حاولت نشر عمله لكن رجل الأعمال ويليام راندولف هارست، صاحب أكبر سلسلة صحفية، كان لديه تعصب تجاه إظهار فن النيغرو، لأنه اعتبرهم مجرد خدم. لفتت لويز انتباه زميلها توماس مابري ورئيسه ألفرد بار، مدير متحف الفن الحديث، لأعمال إدموندسون.
استمرت حياة إدموندسون المهنية لنحو خمسة عشر عامًا. لم يُحصّل عمله مبالغ ضخمة خلال حياته. في عام 1939 ومرة أخرى عام 1941، عمل تحت إدارة الأشغال العامة، وهو برنامج إغاثة بتمويل حكومي تضمن فنانين. في نهاية أربعينيات القرن العشرين، بدأت صحته بالتدهور وتراجع إنتاجه الفني. أعلن إدموندسون بأنه غير مهتم بالشهرة، ويظهر أنه عانى ماديًا في سنوات حياته الأخيرة. يُعتقد بأنه أنتج نحو 300 عمل خلال حياته المهنية.

## وصلات خارجية
- ويليام إدموندسون على موقع الموسوعة البريطانية (الإنجليزية)